# Zaz
Zaz, vlastním jménem Isabelle Geffroy, (* 1. května 1980 Tours) je francouzská zpěvačka, zpívající převážně jazz a šansony, ale také rock a pop. Hitem se stala například píseň „Je veux“. Je často označována za novodobou Édith Piaf.

## Životopis
Narodila se v rodině španělské učitelky a Francouze, zaměstnaného v elektrárně. V roce 1985, ve věku pěti let, vstoupila na konzervatoř v Tours. Se svou sestrou a bratrem tam studovala až do svých jedenácti let hudební teorii, hru na housle, piano, kytaru a sborový zpěv. V roce 1994, po rozvodu rodičů, odjeli všichni tři sourozenci s matkou do Libourne. V roce 1995 Isabelle docházela na hodiny zpěvu. Potom rok studovala v CIAM (Centre d’information et d’activités musicales, Informační centrum hudebních aktivit) v Bordeaux, kromě toho chodila i na kurzy kung-fu.
Roku 2000 získala akvitánské regionální stipendium od Conseil régional, díky kterému mohla dále studovat v Bordeaux na hudební škole CIAM. Pokud jde o hudbu, která ji ovlivnila, ZAZ často cituje Vivaldiho Čtvero ročních dob, jazzovou zpěvačku Ellu Fitzgerald, i francouzský šanson. Dále jsou jejími oblíbenými zpěváky a hudebníky Enrico Macias, Bobby McFerrin, Richard Bona, stejně jako africké, latinské a kubánské rytmy.

## Hudební kariéra

### 2001–2007

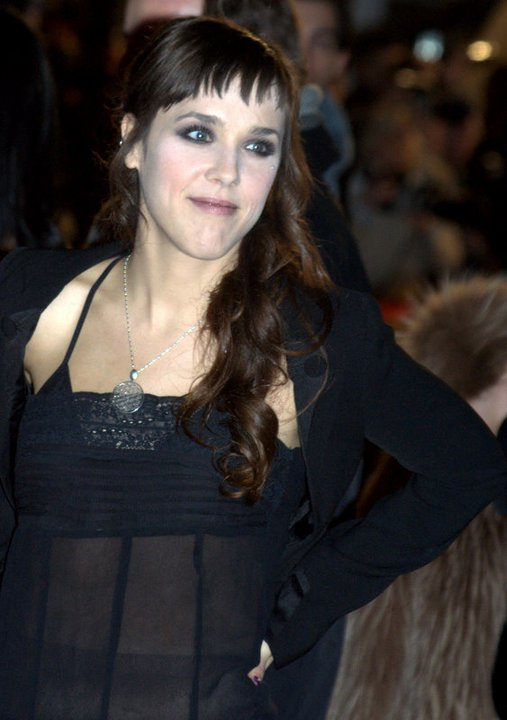
Zaz na NRJ Music Awards (2011)

Zaz debutovala jako zpěvačka v bluesové skupině Fifty Fingers. Vystupovala s různými hudebními seskupeními v Angoulême, především v jazzovém kvintetu. Je také jednou ze čtyř zpěvaček baskického šestnáctičlenného orchestru Izar Adatz (Padající hvězda) ve městě Tarnos. S tímto orchestrem jezdila dva roky na turné po jižní Francii, zejména v Midi-Pyrenées a Pays basque. Po celý rok 2002 byla součástí bluesrockové skupiny Red Eyes v Bordeaux. Zpívala také po kavárnách a na regionálních koncertech.
Následně v Bretani podepsala smlouvu jako zpěvačka latinskoamerické skupiny Don Diego. Skupina hrála hudbu francouzskou, španělskou, je ovlivněna styly africké, arabské, andaluzské hudby a latinskoamerickou hudbou. Don Diego spolupracovala s hvězdami jako jsou Yuri Buenaventura a Bernard Lavilliers. S nimi se ZAZ účastnila festivalu Musiques Métisses v Angoulême. V roce 2006 odjela do Paříže, kde zpívala rok a půl v kabaretu, pět hodin denně bez mikrofonu.

### 2007–2012: Je veux
Zaz odpověděla na internetový inzerát producenta a skladatele Kerredina Soltaniho, který hledal novou umělkyni s trochu „nakřáplým hlasem“. Podařilo se a tehdy pro ni napsal píseň „Je veux“, našel producenta i vydavatele. Zaz ale stále hledala práci. Přidala se k rapové skupině Le 4P, se kterou v listopadu 2007 natočila několik klipů, „L'Aveyron“ a „Rugby Amateur“. V dubnu 2008 zpívala na koncertě všech možných stylů s Miliaouechem, v CAT v Bordeaux v rámci hudebních a literárních workshopů. V srpnu 2008 se zúčastnila soutěže Le Tremplin Génération France Bleu/Réservoir. Mezi tím vystupovala se skupinou Sweet Air. 21. listopadu 2008 Zaz a Sweet Air natočili živé album Sweet Air et Zaz à l'international, a potom už se zpěvačka vydala na sólovou dráhu.

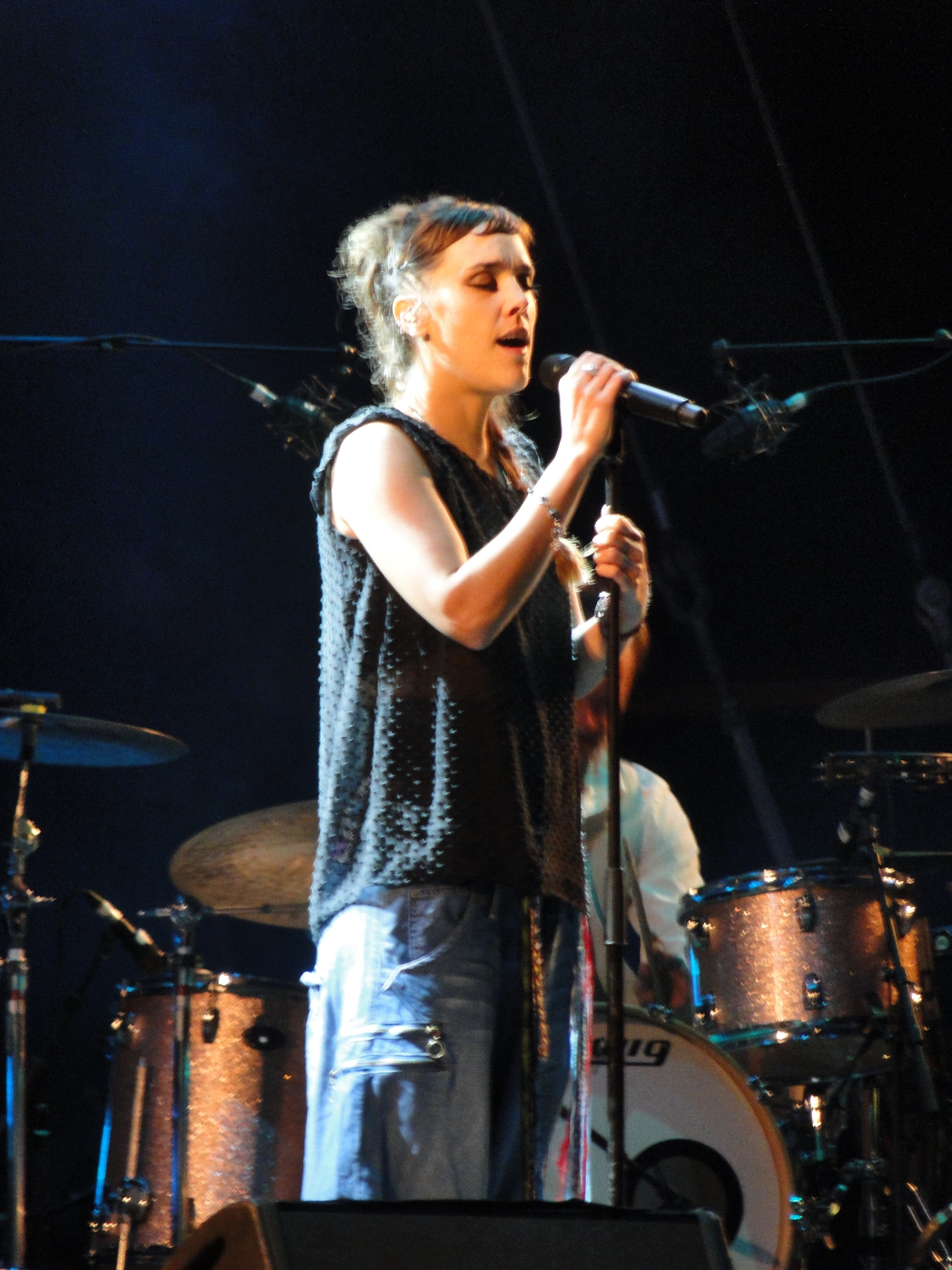
Koncert na hamburském kulturním létu, 2011

V roce 2008 vystupovala v Rusku, na Dálném východě na pozvání ředitele Alliance française ve Vladivostoku, Cédrica Grase, který ji slyšel v piano baru. V doprovodu klavíristy Juliena Lifszyce, uskutečnila 13 koncertů během 14 dnů. V lednu 2009 se ZAZ dostala do finále třetí řady soutěže Le Tremplin Génération France Bleu/Réservoir, která se uskutečnila v pařížské Olympii. Doprovázeli ji Mathieu Verlot (kontrabas), Fred Lafage (kytara) a Nicolas Cabat (kytara). Zdálo by se, že po tomto úspěchu budou pro Zaz nahrávací studia otevřená, aby mohla vydat své první album, jelikož jako vítěz soutěže dostala 5 000 euro k natočení videoklipu pro MTV, ale musela počkat ještě 14 měsíců.
V dubnu roku 2009 jela znovu na turné do Ruska. Tentokrát do Vladivostoku přes Sibiř až do Nižního Novgorodu. V Rusku Zaz zpívala i písně Édith Piaf, Jacques Brela, Charlese Aznavoura, Serge Gainsbourga, Joe Dassina, Patricie Kaas a své písně z příštího alba: „Je veux“, „Les passants“, „Prends garde à ta langue“. Potom jela na turné do Egypta a Maroka, kde s kapelou v restauraci El Papagayo nějaký čas hráli ve stylu latino a doprovázeli jednu španělskou tanečnici. Na konci června 2009 vystupovala v rezidenci Sentier des Halles. Její koncert navštívil incognito skladatel Raphael a následně pro ni napsal překrásné písně, které Zaz zpívá: „La Fée“, „Port Coton“ a „Éblouie par la nuit“.
Kromě toho se v létě roku 2009 Zaz zúčastnila japonského festivalu Fuji Rock Festival. Potom dále zpívala v ulicích Montmartru. V roce 2010 ji časopis Télérama představil jako „ohromný objev, veliký hlas a novou naději“ francouzského šansonu. Konečně 10. května 2010 vyšlo první album ZAZ. Polovinu tvoří písně, které napsala a složila sama: „Trop sensible“, „Les passants“, „Le long de la route“, „Prends garde à ta langue“, „J'aime à nouveau“, „Ni oui ni non“. Kerredine Soltani pro ni toto album produkoval a složil píseň ve stylu gypsy jazz – „Je veux“. Na desce jsou i výše zmíněné písně Rafaela „Éblouie par la nuit“, „Port Coton“ a „La Fée“. Spolu se Zaz účinkují na albu Toby Dammit et Bruce Cherbit (bicí), Raphaël Haroche (kytara), Fred Lafage (kytara, klavír, banjo, harmonium), Manuel Marchès a Antoine Reininger (kontrabas), Germain Guyot (klavír), Robert Aaron (saxofon), Alban Sautour (zvuk a kytary). V roce 2010 podepsala smlouvu s produkcí Caramba a vydavatelstvím Sony ATV, přijala pozvání do mnoha televizí a vešla tím ve známost k širšímu publiku. Její píseň „Je veux“, o pohrdání konzumní společností, figuruje na předních místech hitparád a klip se vysílá celé léto na stanici TF1 a jiných hudebních kanálech. Celé její album je na 1. místě mezi 16 top alby roku 2010.

### 2011–2012

Zaz na NRJ Music Awards 15th Edition (2013).

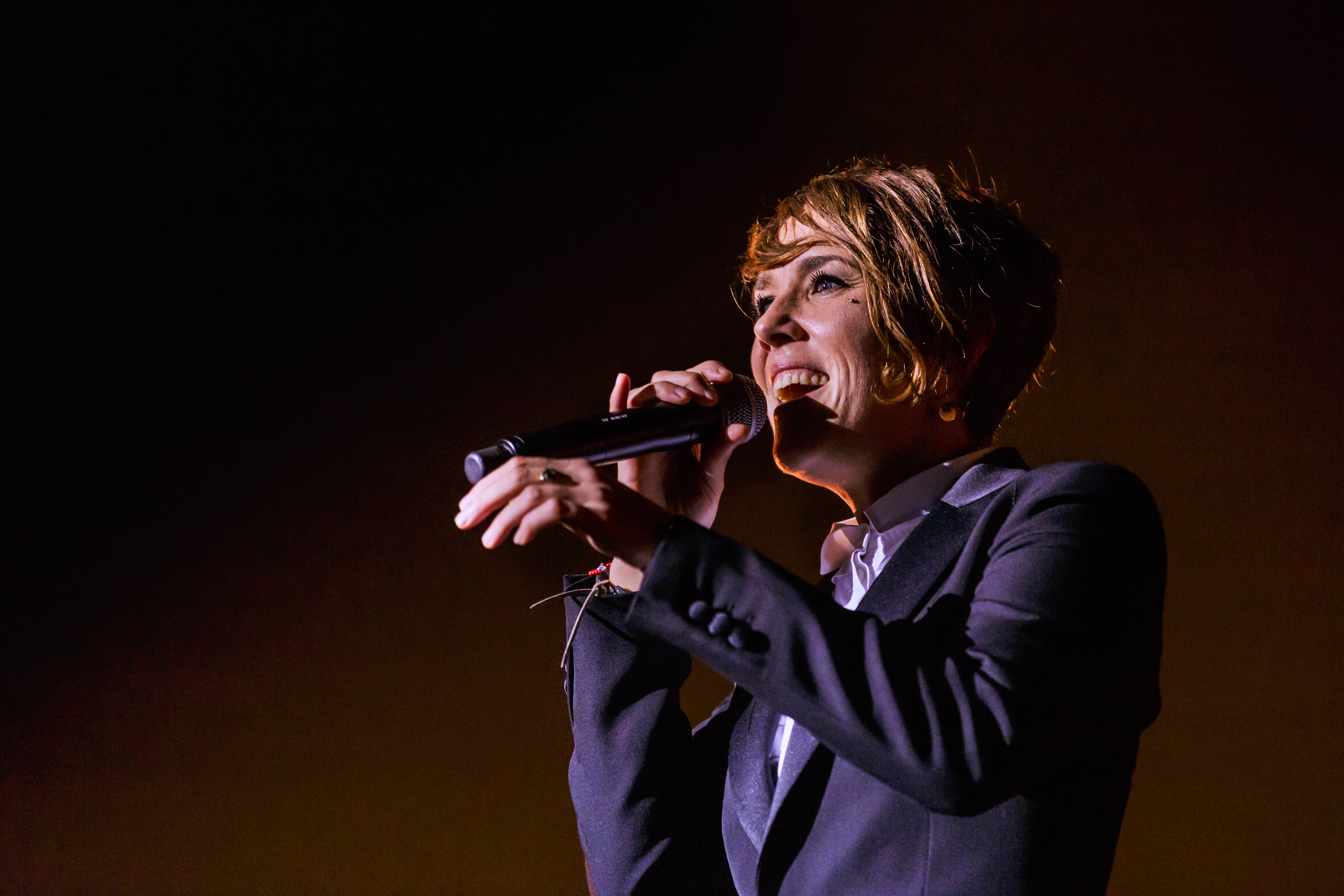
ZAZ v Brestu 2016

Následovalo turné po celé Francii (Paříž, La Rochelle, festivaly v Montauban, Saint-Ouen, Châteauroux, Landerneau, Fécamp). Na scéně ji doprovázeli Guillaume Juhel (kytara), Mathieu Verlot (kontrabas), Bruno Pimienta (bicí) a Augustin d'Assignies (klávesy). Zpívala také na Francofolies de Montréal (Kanada), v Monthey (Švýcarsko), v Bruselu, Berlíně a Miláně. Na podzim je na čelních místech hitparád v Belgii, Švýcarsku i Rakousku. I když měla ohromný úspěch na turné, dává přednost malým sálům. Mezi tím bylo její první album oceněno dvojitou platinovou deskou. Dostala cenu jako Objev roku a další domácí i mezinárodní ocenění.
Podle agenturního průzkumu byla nejvyhledávanější francouzskou zpěvačkou na internetu a od roku 2010 byla považována za nejoblíbenější francouzskou zpěvačku vůbec. V lednu 2011 její první album získalo diamantovou desku za prodaných 500 000 kusů ve Francii. 7. ledna 2011 televize TF1 vyhlásila, že píseň „Je veux“ byla zvolena nejoblíbenější písní roku 2010 a kromě toho se stala i umělkyní roku „Nové scény“, zvolena byla čtenáři časopisu Paris Match. V Německu dostala cenu Echo za „mezinárodní objev na hudební scéně“ a v roce 2011 dostala v kanadském Québecu cenu Félix jako nejlepší frankofonní umělkyně roku. V listopadu 2011 si ji pozval jako hosta pro duet v písni „La radio qui chante“ na své album Saison Yves Jamait. Ve stejném roce složila a nazpívala píseň „Cœur-volant“ na hudbu Howard Shora pro film Hugo Cabret Martina Scorseseho.

### 2012–2015
V květnu 2013 vydala ZAZ své druhé album Recto Verso, jehož první skladbu „On ira“ složil Kerredine Soltani. Frédéric Volovitch (ze skupiny Volo) a Buridane se také na tomto albu autorsky podíleli. Ve Francii už bylo prodáno nejméně 310 000 kusů a dalších 250 000 po celém světě, celkem tedy asi 560 000. V roce 2013 ZAZ za toto album obdržela Grand Prix. V současné době ji doprovázejí hudebníci Jean Philippe Motte (bicí), Denis Clavaizolle (klávesy), Benoît Simon (kytara), Ilan Abou (baskytara a kontrabas), Thierry Faure (klávesy, akordeon a harmonika), Guillaume Juhel (kytara).
V roce 2013 byla její píseň „Éblouie par la nuit“ použita ve filmu Dead Man Down s Colinem Farrellem. Nahrála i titulní píseň a několik dalších pro nový film Bela a Sebastián (Belle et Sébastien). V roce 2013 vyjela na ohromné světové turné na pět kontinentů, pokaždé bylo naprosto vyprodáno od New Yorku po Rusko či Japonsko. V Evropě vystoupila v České republice, Německu, Anglii, Švýcarsku, Řecku, Turecku, Srbsku a Rumunsku a samozřejmě objela navíc i celou Francii. O rok později udělala i mini-turné po Latinské Americe, vystoupila v Chile, Argentině, Uruguayi a Brazílii.
V listopadu 2014 ZAZ vydala album Paris, se kterým v roce 2015 vyhrála cenu Echo v kategorii nejlepší mezinárodní rock-pop hudebnice.

### 2016–2018
16. listopadu 2018 ZAZ vydala své 4. album Effet miroir (Zrcadlový efekt).

## ZAZ v České republice
- 30. listopadu 2014 Praha – Fórum Karlín[1]
- 7. prosince 2016 Praha – Fórum Karlín
- 17. a 19. února 2019 Praha – Fórum Karlín
- Colours of Ostrava 2014 2019
- 3. července 2022 Litomyšl – Velké finále 64. festivalu Smetanova Litomyšl společně s Police Symphony Orchestra (PSO)
- [2]25. října 2022 Praha - O2 arena
- 23. června 2023 Praha - Metronom Festival

## Diskografie

### Alba
- 2010: Zaz
- 2013: Recto Verso
- 2014: Paris
- 2015: Sur la route
- 2018: Effet miroir
- 2021: Isa

### Singly
- 2010: „Je veux“
- 2010: „Le Long de la route“
- 2011: „La fée“
- 2011: „Éblouie par la nuit“
- 2013: „On ira“
- 2013: „Comme ci, comme ça“
- 2013: „Si“
- 2014: „Gamine“
- 2015:	„Si jamais j'oublie“

### Charitativní singly
- 2014: „Le chemin de pierre“ (feat. Nolwenn Leroy, Thomas Dutronc...)